# 龍群類
龍群類（學名：Dracohors）是恐龍型類的一個演化支，包含恐龍、西里龍科、尼亞薩龍屬、跳龍屬，不包含兔鱷屬、馬拉鱷龍屬。龍群類是最接近恐龍的基礎分類。 。
已知最古老的成員是阿希利龍，其歷史可以追溯到大約 2.45 億年前，即三疊紀中期的安尼期
dracohors這個名字來自拉丁語：draco表示“龍”，hors表示“團體”或“圓圈”

## 描述
龍群類成員的共同性如下所示:
- 前鼓室隱窩；
- 軸骨骺；
- 骶前椎骨的中心幹椎板；
- 髂骨髖臼後突尺寸相對增大；
- 恥骨延長 ；
- 近端溝和股骨頭韌帶結節的複位；
- 與第三蹠骨和腳趾相比，第四蹠骨和腳趾的長度進一步縮短。

## 外部連結
- 恐龍型類 PaleoWiki
- 恐龍型類 （页面存档备份，存于） Paleontological Database
- 恐龍型類各演化支的簡介 Thelescosaurus!